# محمد قربانی
محمد قربانی (زاده ۳ اردیبهشت ۱۳۲۲، قم)، کشتی‌گیر اهل ایران است.

## سانسور نام در جمهوری اسلامی

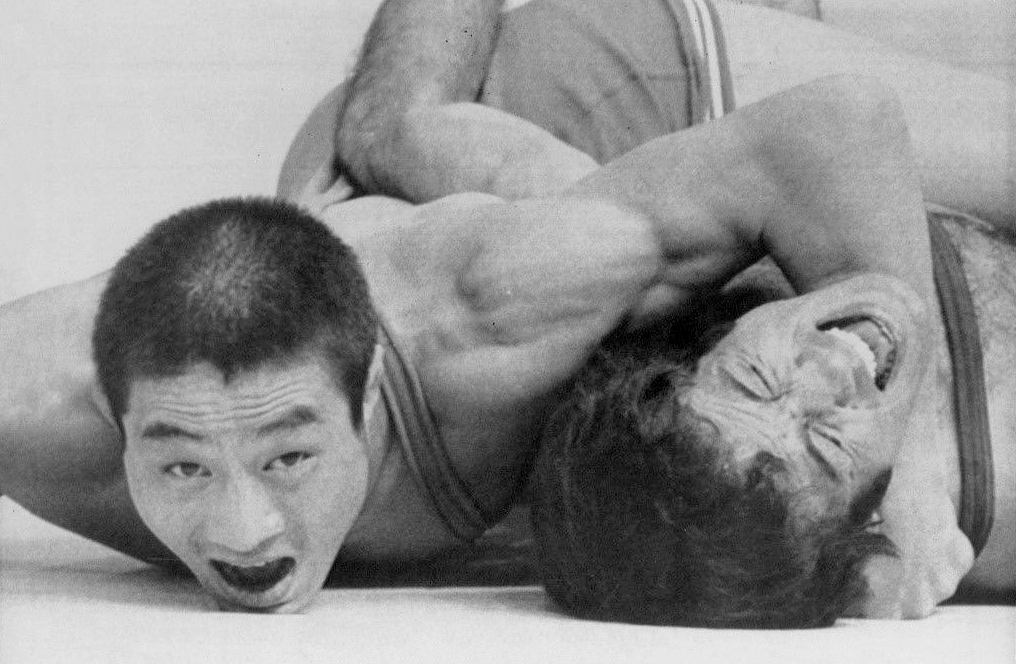
مبارزه کیومی کاتو و محمد قربانی در المپیک 1972

برخی از محمد قربانی، به سبب بیش از دو دهه سانسورِ نام و عناوین‌اش، با عنوان گمنام‌ترین قهرمان جهان در تاریخ ورزش ایران نام می‌برند. او که دارای مدرک دکترا هم هست، سال ۱۹۷۱ در مسابقات جهانی صوفیه روی سکوی نخست ایستاد.
بایو بایف دارندهٔ سه طلای اروپا و سه نقرهٔ جهان از بلغارستان، نصرالله نصرالله‌یف از شوروی، دوجودووین گانبات از مغولستان و پتریو چیارنائو از رومانی از سرشناس‌ترین کشتی‌گیرانی بودند که رده‌های پایین‌تر از او ایستادند. کیومی کاتو از ژاپن که سال بعد قهرمان المپیک توکیو شد، در این رقابت‌ها به عنوان ششمی رسید. کاتو در بازی‌های آسیایی ۱۹۷۰ هم به قربانی باخته بود.
محمد قربانی در مسابقات جهانی ۱۹۶۹ در آرژانتین پس از ریچارد ساندرز آمریکایی به مدال نقره رسید. این نخستین نشان طلای آمریکایی‌ها در تاریخ مسابقات جهانی بود.
قربانی در مسابقات جهانی ۱۹۷۰ در ادمونتون هم مدال‌آور بود و پس از علیرضا آلان از ترکیه و بایف بلغاری روی سکوی سوم ایستاد تا هر سه رنگ مدال جهانی را در کارنامه داشته باشد. نام او اما به خاطر مخالفت با نظام جمهوری اسلامی ایران از آمارها حذف شده‌است.
پیش از مسابقات قهرمانی کشتی جهان ۲۰۱۱ در استانبول، سایت فدراسیون کشتی ایران فهرستی از برندگان مدال جهانی در تاریخ کشتی ایران را با قید جزئیات، منتشر کرد. در این فهرست نیز مثل دهه‌های اخیر نام محمد قربانی حذف شده بود. بازنشر فهرست مزبور در خبرگزاری ایسنا و دیگر رسانه‌ها نیز بدون درج نام محمد قربانی بود.
نام این کشتی‌گیر طبق امتیازبندی فدراسیون کشتی ایران باید در رده نوزدهمین کشتی‌گیر برتر تاریخ کشتی آزاد ایران و در کنار نام‌هایی چون محمد طلایی و مجید ترکان قرار می‌گرفت که اینک به دلیل سانسور نام این کشتی‌گیر از تاریخ کشتی ایران، چنین چیزی در سایت فدراسیون کشتی ایران دیده نمی‌شود.
هم اینک نیز در سایت فدراسیون کشتی ایران در بخش مدال‌آوران جهانی، در سال‌های ۱۹۶۹ و ۱۹۷۱ هیچ نامی از محمد قربانی دیده نمی‌شود.
ولی در همین حال نام او در فهرست مدال‌آوران ایران در بازی‌های آسیایی بانکوک ۱۹۷۰ در سایت فدراسیون کشتی دیده می‌شود.
او در فیلمی که در سایت یوتیوب منتشر کرد هواداری خود را به سازمان مجاهدین خلق ابراز داشته و در مورد روی کار آمدن حسن روحانی مواضع تندی را ابراز داشته و ضرب‌المثل سگ زرد برادر شغال است را مصداق روی کار آمدن حسن روحانی دانسته و در آخر فیلم هم این شعر فردوسی را دربارهٔ حکومت جمهوری اسلامی بیان می‌کند:
درختی که تلخ است وی را سرشت
گرش برنشانی به باغ بهشت
سرانجام گوهر به کار ناورد
همان میوه تلخ بار آورد